# Liste der Stolpersteine in Zeven
Die Liste der Stolpersteine in Zeven enthält Stolpersteine, die im Rahmen des gleichnamigen Projekts von Gunter Demnig in Zeven verlegt wurden. Mit ihnen soll an Opfer des Nationalsozialismus erinnert werden, die in Zeven lebten und wirkten.

## Verlegte Stolpersteine
In Zeven wurden 35 Stolpersteine an elf Adressen verlegt.
| Stolperstein | Inschrift | Verlegort        | Name, Leben |
| ------------ | --- | ---------------- | --- |
|              | HIER WOHNTE BERNHARD BLUMERT JG. 1894 'SCHUTZHAFT' 1938 KZ SACHSENHAUSEN DEPORTIERT 1941 GHETTO MINSK ERMORDET 28.7.1942         | Herrenbrümmer    | Bernhard Blumert (1894-1942) |
|              | HIER WOHNTE FRIEDA SELMA BLUMERT GEB. WOLFF JG. 1896 DEPORTIERT 1941 GHETTO MINSK ERMORDET 28.7.1942                             | Herrenbrümmer    | Frieda Selma Blumert geb. Wolff (1896-1942) |
|              | HIER WOHNTE FRITZ BLUMERT JG. 1932 DEPORTIERT 1941 GHETTO MINSK ERMORDET 28.7.1942                                               | Herrenbrümmer    | Fritz Blumert (1932-1942) |
|              | HIER WOHNTE SAMI WERNER BLUMERT JG. 1923 DEPORTIERT 1941 GHETTO MINSK KZ DACHAU BEFREIT                                          | Herrenbrümmer    | Sami Werner Blumert (1923-) |
|              | HIER WOHNTE ROSA BLUMERT JG. 1921 FLUCHT 1939 ENGLAND KOLUMBIEN                                                                  | Herrenbrümmer    | Rosa Blumert (1921-) |
|              | | Labestraße 21    | Familie Helmke |
|              | HIER WOHNTE ERICH NEUGARTEN JG. 1901 'SCHUTZHAFT' 1938 SACHSENHAUSEN FLUCHT 1939 USA                                             | Gartenstraße 16  | Erich Neugarten (1901-) |
|              | HIER WOHNTE HENNY NEUGARTEN GEB. POLLACK JG. 1903 FLUCHT 1939 USA                                                                | Gartenstraße 16  | Henny Neugarten geb. Pollack (1903-) |
|              | HIER WOHNTE ILSE NEUGARTEN JG. 1936 DEPORTIERT 1941 MINSK ERMORDET 28.7.1942                                                     | Lange Straße 36  | Ilse Neugarten (1936-1942) |
|              | HIER WOHNTE JOACHIM NEUGARTEN JG. 1932 FLUCHT 1939 USA                                                                           | Gartenstraße 16  | Joachim Neugarten (1932-) |
|              | HIER WOHNTE MELITTA NEUGARTEN GEB. COHEN JG. 1911 DEPORTIERT 1941 MINSK ERMORDET 28.7.1942                                       | Lange Straße 36  | Ilse Neugarten geb. Cohen (1911-1942) |
|              | HIER WOHNTE SIEGFRIED NEUGARTEN JG. 1887 VERHAFTET 26.11.1937 SOG. RASSENSCHANDE ENTLASSEN 1941 DEPORTIERT 1941 MINSK ERMORDET   | Lange Straße 36  | Siegfried Neugarten (1887-1941/45) |
|              | HIER WOHNTE SUSI-RENATE NEUGARTEN JG. 1931 FLUCHT 1939 USA                                                                       | Gartenstraße 16  | Susi-Renate Neugarten (1931-) |
|              | HIER WOHNTE ANNA PAPE JG. 1905 EINGEWIESEN 1933 ROTENBURGER ANSTALTEN 'VERLEGT' 5.8.1941 WEILMÜNSTER ERMORDET 15.11.1941         | Lange Straße 15  | Anna Pape (1905-1941) |
|              | HIER WOHNTE BETTY PAPE JG. 1895 EINGEWIESEN 1933 ROTENBURGER ANSTALTEN 'VERLEGT' 5.8.1941 WEILMÜNSTER ERMORDET 1.4.1942          | Lange Straße 15  | Betty Pape (1895-1942) |
|              | | Meyerhöfen 44    | Johanne Wilhelmine Rettig |
|              | KATTREPEL 54 WOHNTE ALBERT ROSENTHAL JG. 1882 'SCHUTZHAFT' 1938 KZ SACHSENHAUSEN DEPORTIERT 1941 GHETTO MINSK ERMORDET 28.7.1942 | Kattrepel 12-14  | Albert Rosenthal (1882-1942) |
|              | KATTREPEL 54 WOHNTE IDA ROSENTHAL GEB. FRAENKEL JG. 1875 DEPORTIERT 1941 GHETTO MINSK ERMORDET 28.7.1942                         | Kattrepel 12-14  | Ida Rosenthal geb. Fraenkel (1875-1942) |
|              | | Kirchhofsallee 6 | Familie Samson und Lazarus |
|              | HIER WOHNTE HELGA SCHNACKENBERG JG. 1929 EINGEWIESEN 11.4.1942 HEILANSTALT LÜNEBURG 'KINDERFACHABTEILUNG' ERMORDET 30.5.1942     | Bahnhofstraße    | Helga Schnackenberg wurde am 23. Februar 1929 in Zeven geboren. Zum Zeitpunkt ihrer Geburt war der Vater, Johann Schnackenberg, bereits verstorben. Sie wuchs in einem Haushalt mit ihrer Mutter, Marie, und ihrer sieben Jahre älteren Schwester auf. Als die Schwester im April 1942 zum Flugmeldedienst nach Hamburg geordert wurde, stieß die Mutter mit der Pflege der 14-jährigen Tochter kräftemäßig an ihre Grenzen stieß. Sie übergab das Mädchen am 11. April 1942 der „Kinderfachabteilung“ Lüneburg, bemühte sich aber, Kontakt zu halten. Bereits Mitte Mai 1942 verschlechterte sich Helgas gesundheitlicher Zustand dramatisch. Mit an Sicherheit grenzender Wahrscheinlichkeit wurden ihr tödliche Medikamente verabreicht. Die Mutter sprach fast täglich mit den behandelnden Ärzten Willi Baumert und Max Bräuner und besuchte ihre Tochter bis einen Tag vor ihrem Tod. Am 30. Mai 1942 starb die Patientin. Sie wurde Opfer der „Kinder-Euthanasie“. Sie wurde in Zeven bestattet. |
|              | HIER WOHNTE EMMY WOLFF GEB. SPIEGEL JG. 1903 DEPORTIERT GHETTO MINSK ERMORDET                                                    | Kurze Straße     | Emmy Wolff geb. Spiegel (1903-1941/45) |
|              | HIER WOHNTE FRIEDA KLARA WOLFF JG. 1905 FLUCHT 1938 KOLUMBIEN                                                                    | Mückenburg 21    | Frieda Klara Wolff (1905-) |
|              | HIER WOHNTE FRIEDRICH SIMON WOLFF JG. 1900 FLUCHT 1938 CHILE                                                                     | Kurze Straße     | Friedrich Simon Wolff (1900-) |
|              | HIER WOHNTE GÜNTER SIMON WOLFF JG. 1930 DEPORTIERT GHETTO MINSK ERMORDET                                                         | Kurze Straße     | Günter Simon Wolff (1930-1941/45) |
|              | HIER WOHNTE HENRY SIMON WOLFF JG. 1937 FLUCHT 1938 KOLUMBIEN                                                                     | Mückenburg 21    | Henry Simon Wolff (1937-) |
|              | HIER WOHNTE JOSEPH WOLFF JG. 1907 FLUCHT 1938 KOLUMBIEN                                                                          | Mückenburg 21    | Joseph Wolff (1907-) |
|              | HIER WOHNTE KLARA WOLFF GEB. HORN JG. 1868 DEPORTIERT MINSK ERMORDET                                                             | Mückenburg 21    | Klara Wolff geb. Horn (1868-1941/45) |
|              | HIER WOHNTE KURT SIEGMUND WOLFF JG. 1929 DEPORTIERT GHETTO MINSK ERMORDET                                                        | Kurze Straße     | Kurt Siegmund Wolff (1929-1941/45) |
|              | HIER WOHNTE MAX WOLFF JG. 1905 FLUCHT 1938 KOLUMBIEN                                                                             | Mückenburg 21    | Max Wolff (1905-) |

## Verlegedaten
Alle bisherigen Verlegungen erfolgten durch den Künstler persönlich:
- 15. Juni 2022: Gartenstraße 16, Lange Straße 15 und 36, Mückenburg 21
- 24. Oktober 2023: Kattrepel 12-14, Kirchhofsallee 6, Labestraße 21, Meyerhöfen 44
- 7. Februar 2025: Bahnhofstraße, Herrenbrümmer, Kurze Straße